# Бодигард (филм, 1992)
„Бодигард“ (на английски: The Bodyguard) е американски романтичен трилър от 1992 г. на режисьора Мик Джаксън, по сценарий на Лорънс Касдан, с участието на Кевин Костнър и Уитни Хюстън. Костнър играе ролята на бивш агент на ЦРУ, станал бодигард, който е нает да защити героинята на Хюстън, музикална звезда. Касдан написва филма в средата на 1970-те години. Филмът е дебютното участие на Хюстън в актьорска си кариера. Филмът излиза на екран на 25 ноември 1992 г. от Warner Bros.

## В България
В България филмът е излъчен по БНТ (Канал 1) на 3 ноември 2002 година с български войсоувър дублаж.
| Превод              | Трифон Панов                                                                           |
| Редактор            | Веселина Пършорова                                                                     |
| Тонрежисьор         | Елена Симеонова                                                                        |
| Режисьор на дублажа | Димитър Караджов                                                                       |
| Озвучаващи артисти  | Таня Димитрова Ани Василева Владимир Пенев Силви Стоицов Александър Воронов Марин Янев |